# Flat-Coated Retriever
Flat-Coated Retriever, som i begyndelsen af 1800-tallet blev kaldt wavy coated retriever, er den tredje mest populære hunderace blandt retrieverne. Den har sit udspring i Storbritannien. Racen er en jagthund af gruppen af apporterende hunde.

## Oprindelse og alder
Man tror at både Newfoundlænder, irsk setter og pointer har spillet en vigtig rolle i udformningen af denne hunderace, uden at dette kan bekræftes med sikkerhed. Formentligt er labrador retriever også blevet krydset ind på et tidspunkt. Man regner også med at St. Johns hund har givet et vigtig bidrag i starten.
Racen blev første gang vist på en udstilling i 1860. FCI anerkendte den først i 1935. Racen skal have været en meget benyttet brugshund under første verdenskrig.